# KEKB

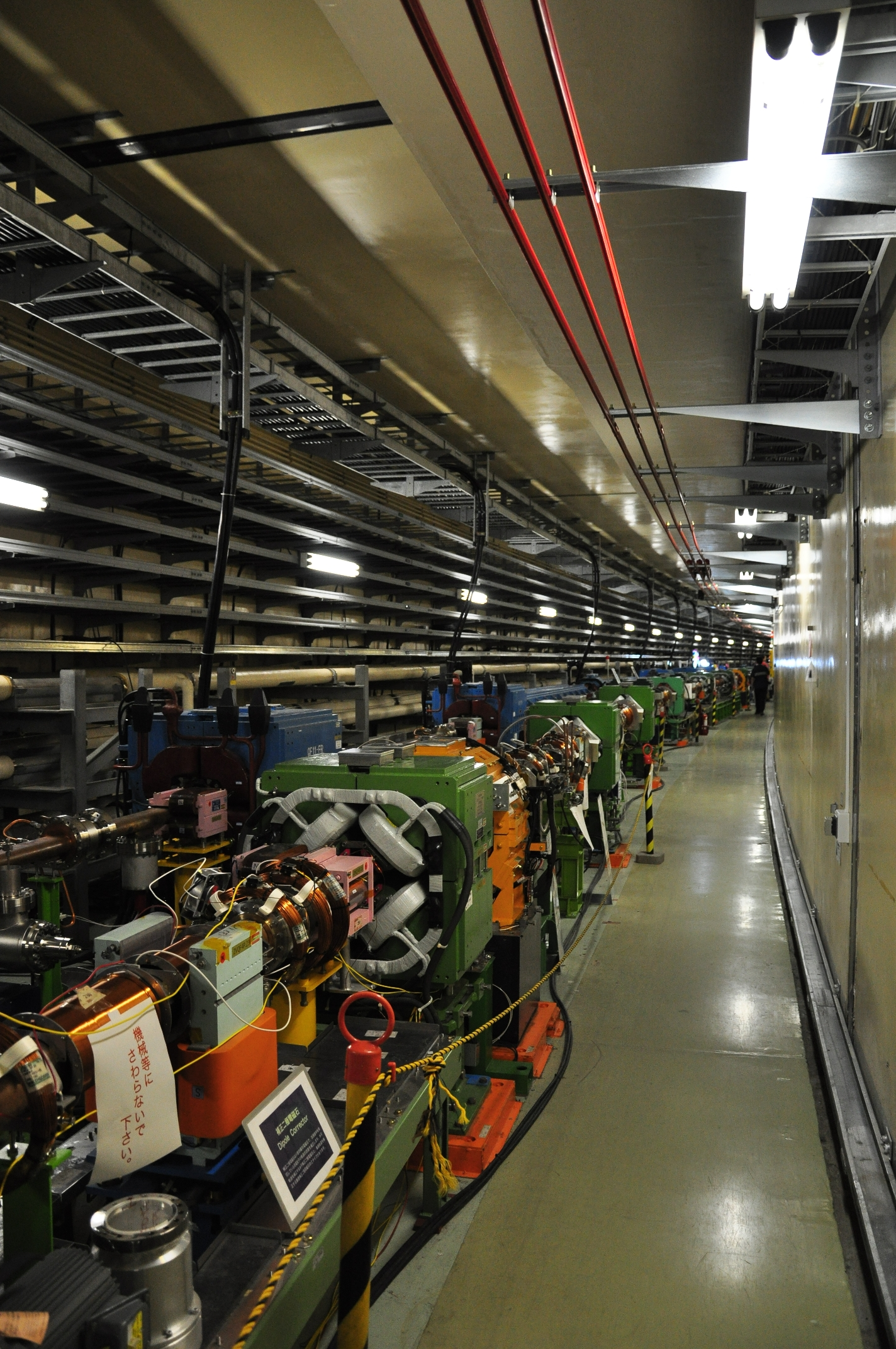
Il tunnel di 3km che ospita l'anello di accelerazione per elettroni (in blu) e quello per positroni (in verde)

KEKB è un acceleratore di particelle che si trova all'interno del laboratorio KEK situato a Tsukuba, Prefettura di Ibaraki, Giappone. 

## Caratteristiche
KEKB è un collisore asimmetrico di elettroni e positroni, gli elettroni hanno un'energia di 8 GeV e i positroni di 3,5 GeV, fornendo un'energia nel centro di massa di 10,58 GeV, pari alla massa della particella Upsilon(4S).
KEKB è chiamata una B-factory per la sua notevole produzione di mesoni B: studiando i decadimenti dei mesoni B in mesoni più leggeri è possibile studiare e misurare la violazione di CP.
L'acceleratore è formato da due anelli posti all'interno dello stesso tunnel: uno per gli elettroni e uno per i positroni. L'anello che porta gli elettroni a un'energia di 8 GeV è chiamato anello ad alta energia (HER, High Energy Ring), mentre l'anello che porta i positroni a un'energia di 3,5 GeV è chiamato anello a bassa energia (LER, Low Energy Ring). Gli anelli HER e LER sono costruiti fianco a fianco in un tunnel di 3016 m, con un solo un punto di interazione, a Tsukuba, dove è presente il rivelatore multi-strato dell'esperimento Belle.
Poiché l'energia degli elettroni e dei positroni è diversa, le coppie di mesoni B vengono prodotte con un boost di Lorentz {\displaystyle \beta \gamma } pari a 0.425, permettendo di misurare il decadimento dei mesoni B tramite la distanza dal punto di collisione.
L'acceleratore KEKB detiene il record di luminosità: 2,11×1034 cm-2 s-1.
L'upgrade dell'acceleratore, SuperKEKB, punta ad ottenere una luminosità di picco 40 volte maggiore del record: 8×1035 cm-2 s-1.